# سيرج جروسار
سيرج جروسار (بالفرنسية: Serge Groussard)‏ ولد في 18 يناير 1921 بنيور (دو سيفر) وهو رجل أدب وصحفي فرنسي. حصل على جائزة فيمينا الأدبية عام 1950.

## روابط خارجية
- سيرج جروسار على موقع IMDb (الإنجليزية)